# Дългоух таралеж
Дългоухите таралежи (Hemiechinus auritus) са вид дребни бозайници от семейство Таралежови (Erinaceidae).
Разпространени са в Централна и Югозападна Азия, югоизточните части на Източна Европа и най-североизточните области на Африка. Достигат дължина от 120-270 mm и маса от 250-400 g, като се отличават от повечето други таралежи с дългите си уши. Хранят се главно с насекоми, по-рядко с дребни гръбначни и с растения.

## Подвидове
- H.a. auritus
- H.a. albulus
- H.a. aegyptius
- H.a. libycus
- H.a. megalotis